# 彼女はデリケート (曲)
「彼女はデリケート」（かのじょはデリケート）は、佐野元春が作詞および作曲した楽曲。

## 解説
最初は沢田研二に提供され、1980年12月23日に発売された15枚目のオリジナル・アルバム『G.S.I LOVE YOU』に収録された。佐野もセルフカバーし、1982年3月21日に6枚目のシングルとして、EPIC・ソニー（現：エピックレコードジャパン）から、ナイアガラ・トライアングル名義のアルバム『NIAGARA TRIANGLE Vol.2』と同時発売された。

## 佐野元春によるセルフカバー

### 収録曲
- 全作詞・作曲・編曲：佐野元春

1. 彼女はデリケート
冒頭の佐野自身が羽田空港にカセットデンスケ TC-D5Mを持ち込み、録音した詩の朗読をカットしてエンディングを短くしたシングルバージョン。
2. こんな素敵な日には (On The Special Day)